# East Naples
East Naples önkormányzat nélküli település az Amerikai Egyesült Államok Florida államában, Collier megyében, melynek megyeszékhelye . Lakosainak száma 25 000 fő (2000).

## Népesség
A település népességének változása:

| 1970 | 6 155  |
| 2000 | 25 000 |